# CFL cargo
CFL cargo je lucemburský nákladní železniční dopravce, který vznikl v roce 2006 vyčleněním z mateřské společnosti Société Nationale des Chemins de Fer Luxembourgeois (CFL). Majoritním vlastníkem CFL cargo je CFL s podílem 66 %, zbývající část akcií je ve vlastnictví hutnického obra ArcelorMittal. CFL cargo provozuje nákladní dopravu také do zahraničí prostřednictvím dceřiných společností CFL cargo Deutschland, CFL cargo France a CFL cargo Sverige.